# Anton Fahrner
Anton Fahrner (* 7. Mai 1880 in Neunkirchen (Niederösterreich); † 21. Mai 1955 in Wien) war ein österreichischer Politiker (GdP).

## Leben
Fahrner war Müller, Besitzer der Fahrnermühle und eines Elektrizitätswerkes, sowie Kommerzialrat. In Wieselburg trägt die Anton-Fahrner-Gasse seinen Namen.

## Politik
Fahrner war von 1913 bis 1934 Bürgermeister von Wieselburg. Er war Abgeordneter zum Nationalrat in der III. Gesetzgebungsperiode vom 18. Mai 1927 bis zum 1. Oktober 1930 für die Großdeutsche Volkspartei. Am 17. Mai 1938 beantragte er die Aufnahme in die NSDAP, wurde rückwirkend zum 1. Mai desselben Jahres aufgenommen (Mitgliedsnummer 6.152.812) und war 1938–1945 wieder Bürgermeister von Wieselburg.